# Missões diplomáticas de Barbados

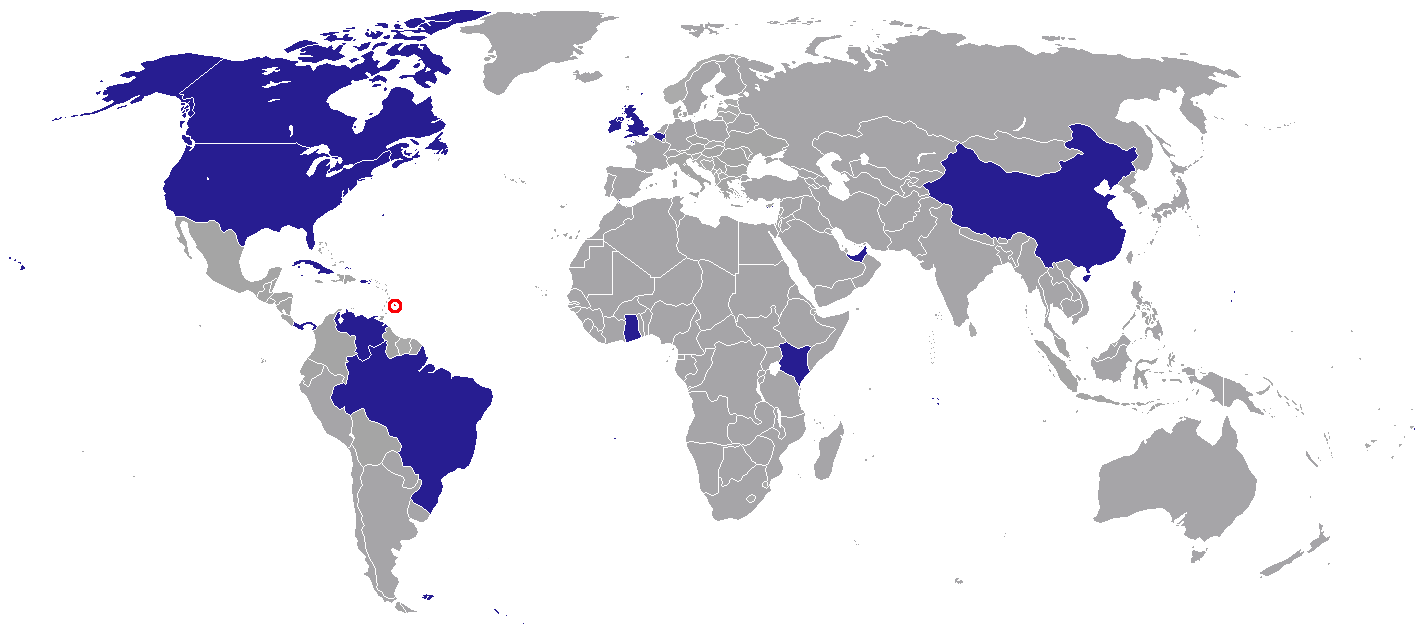
Missões diplomáticas de Barbados

Abaixo estão listadas as embaixadas e os consulados de Barbados:

## América

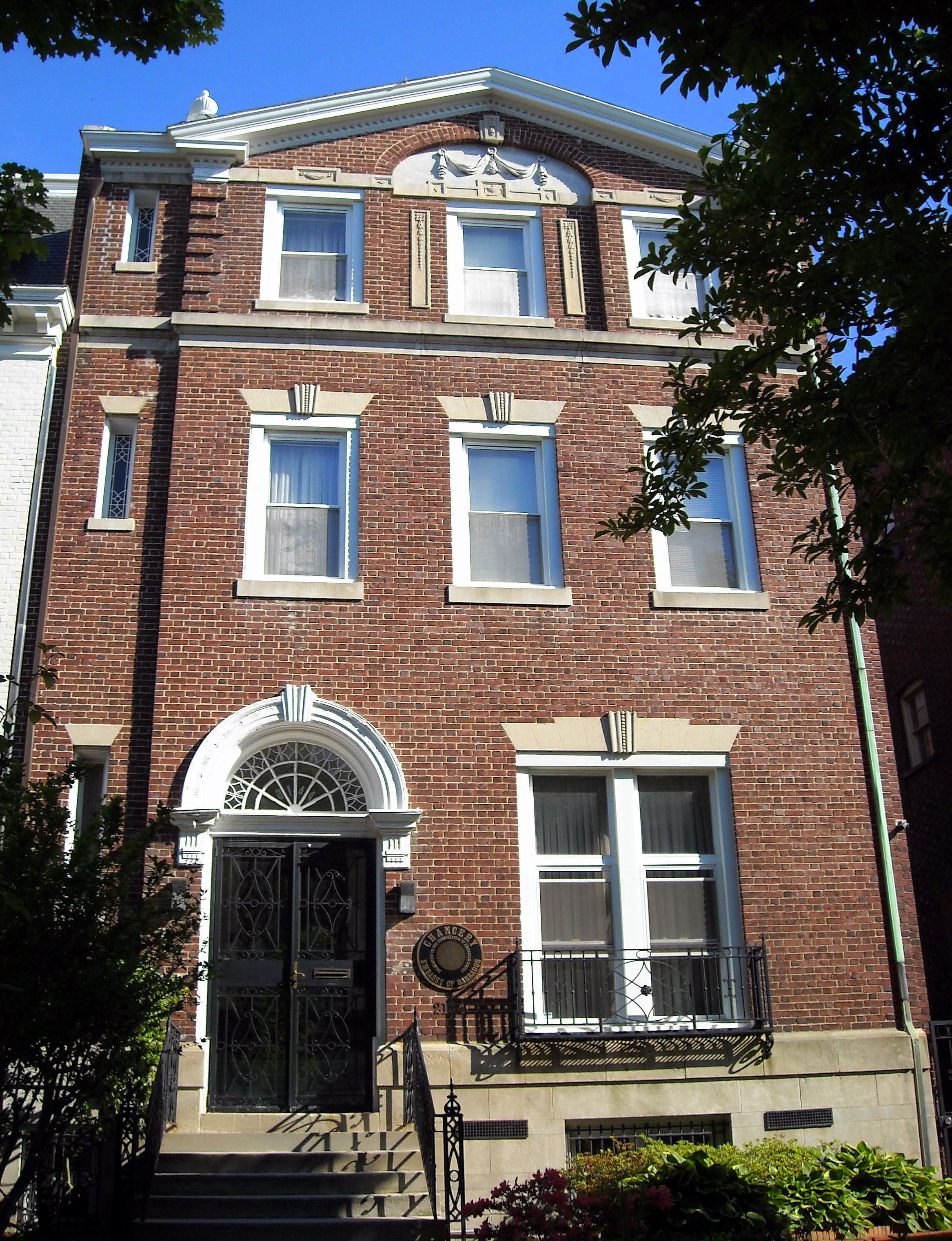
Embaixada de Barbados em Washington, DC

- Brasil
  - Brasília (Embaixada)
- Canadá
  - Ottawa (Alta comissão)
  - Toronto (Consulado-Geral)
- Cuba
  - Havana (Embaixada)
- Panamá
  - Cidade do Panamá (Embaixada)
- Estados Unidos
  - Washington, D.C. (Embaixada)
  - Miami (Consulado-Geral)
  - Nova Iorque (Consulado-Geral)
- Venezuela
  - Caracas (Embaixada)

## Ásia
- China
  - Pequim (Embaixada)

## Europa
- Bélgica
  - Bruxelas (Embaixada)
- Reino Unido
  - Londres (Alta comissão)

## Organizações multilaterais
- Bruxelas (Missão ante a União Europeia)
- Genebra (Missão permanente de Barbados ante as Nações Unidas )
- Nova Iorque (Missão permanente de Barbados ante as Nações Unidas)
- Washington, DC (Missão permanente de Barbados ante a Organização dos Estados Americanos)